# Adrian Quist

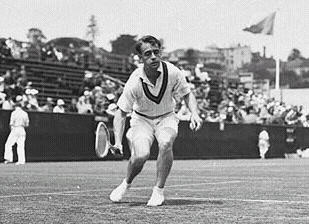
Adrian Quist

Adrian Karl Quist (Medindie, Australia, 4 de agosto de 1913 - 17 de noviembre de 1991) fue un jugador australiano de tenis que se destacó durante los años 30 y 40, sobre todo en la modalidad de dobles donde formó una pareja espectacular junto a su compatriota John Bromwich.

## Torneos de Grand Slam

### Campeón Individuales (3)
| Año  | Torneo                 | Oponente en la final | Resultado           |
| 1936 | Campeonato Australiano | Jack Crawford        | 6-2 6-3 4-6 3-6 9-7 |
| 1940 | Campeonato Australiano | Jack Crawford        | 6-3 6-1 6-2         |
| 1948 | Campeonato Australiano | John Bromwich        | 6-4 3-6 6-3 2-6 6-3 |

### Finalista Individuales (1)
| Año  | Torneo                 | Oponente en la final | Resultado   |
| 1939 | Campeonato Australiano | John Bromwich        | 4-6 1-6 3-6 |

### Campeón Dobles (14)
| Año  | Torneo                            | Pareja        | Oponentes en la final             | Resultado           |
| 1935 | Campeonato Francés                | Jack Crawford | Vivian McGrath Don Turnbull       | 6-1 6-4 6-2         |
| 1935 | Wimbledon                         | Jack Crawford | Wilmer Allison John Van Ryn       | 6-3 5-7 6-2 5-7 7-5 |
| 1936 | Campeonato Australiano            | Don Turnbull  | Jack Crawford Vivian McGrath      | 6-8 6-2 6-1 3-6 6-2 |
| 1937 | Campeonato Australiano            | Don Turnbull  | John Bromwich Jack Harper         | 6-2 9-7 1-6 6-8 6-4 |
| 1938 | Campeonato Australiano            | John Bromwich | Gottfried von Cramm Henner Henkel | 7-5 6-4 6-0         |
| 1939 | Campeonato Australiano            | John Bromwich | Colin Long Don Turnbull           | 6-4 7-5 6-2         |
| 1939 | US National Doubles Championships | John Bromwich | Jack Crawford Harry Hopman        | 8-6 6-1 6-4         |
| 1940 | Campeonato Australiano            | John Bromwich | Jack Crawford Vivian McGrath      | 6-3 7-5 6-1         |
| 1946 | Campeonato Australiano            | John Bromwich | Max Newcombe Len Schwartz         | 6-3 6-1 9-7         |
| 1947 | Campeonato Australiano            | John Bromwich | Frank Sedgman George Worthington  | 6-1 6-3 6-1         |
| 1948 | Campeonato Australiano            | John Bromwich | Colin Long Frank Sedgman          | 1-6 6-8 9-7 6-3 8-6 |
| 1949 | Campeonato Australiano            | John Bromwich | Geoff Brown Bill Sidwell          | 1-6 7-5 6-2 6-3     |
| 1950 | Campeonato Australiano            | John Bromwich | Jaroslav Drobný Eric Sturgess     | 6-3 5-7 4-6 6-3 8-6 |
| 1950 | Wimbledon                         | John Bromwich | Geoff Brown Bill Sidwell          | 7-5 3-6 6-3 3-6 6-2 |

### Finalista Dobles (4)
| Año  | Torneo                            | Pareja         | Oponentes en la final      | Resultado            |
| 1933 | Campeonato Francés                | Vivian McGrath | Pat Hughes Fred Perry      | 2-6 4-6 6-2 5-7      |
| 1934 | Campeonato Australiano            | Don Turnbull   | Pat Hughes Fred Perry      | 8-6 3-6 4-6 6-3 3-6  |
| 1938 | US National Doubles Championships | John Bromwich  | Don Budge Gene Mako        | 3-6 2-6 1-6          |
| 1951 | Campeonato Australiano            | John Bromwich  | Ken McGregor Frank Sedgman | 9-11 6-2 3-6 6-4 3-6 |